# Afrobasket de 1962
O FIBA Afrobasket 1962 foi a edição inaugural da competição regional organizada pela FIBA África, sucursal da FIBA na África. O evento foi realizado na cidade do Cairo na época em que Egito e Síria formavam a República Árabe Unida.

## Competição
O primeiro Afrobasket foi disputado entre as seleções de cinco países jogando entre si e sendo que a classificação final neste grupo indicou as posições no pódio, bem como as posições remanescentes.
| Rk | Seleção               | V-D |
| -- | --------------------- | --- |
| 1  | República Árabe Unida | 4-0 |
| 2  | Sudão                 | 3-1 |
| 3  | Marrocos              | 2-2 |
| 4  | Guiné                 | 1-3 |
| 5  | Etiópia               | 0-4 |

### Partidas
|  |  | RAU | 110–20 | ETH |  | Cairo |  |

|  |  | MAR | 41–44 | SDN |  | Cairo |  |

|  |  | GUI | 56–25 | ETH |  | Cairo |  |

|  |  | RAU | 67–39 | GUI |  | Cairo |  |

|  |  | ETH | 35–79 | MAR |  | Cairo |  |

|  |  | SDN | 58–43 | GUI |  | Cairo |  |

|  |  | SDN | 42–66 | RAU |  | Cairo |  |

|  |  | RAU | 61–38 | MAR |  | Cairo |  |

|  |  | GUI | 44–63 | MAR |  | Cairo |  |